# Caragana gobica
Caragana gobica är en ärtväxtart som beskrevs av Sanchir. Caragana gobica ingår i släktet karaganer, och familjen ärtväxter. Inga underarter finns listade i Catalogue of Life.